# Friedrich Guggenberger
Friedrich Guggenberger (ur. 6 marca 1915 w Monachium, zm. 13 maja 1988 w Erlenbach am Main) – niemiecki oficer, dowódca okrętów podwodnych (U-Bootów) z okresu II wojny światowej, as wojny podwodnej.

## Życiorys

### Dzieciństwo i młodość
Friedrich Guggenberger urodził się po śmierci ojca, oficera Kaiserliche Marine, który zginął w czasie bitwy helgolandzkiej. Matka, Marie z domu Brug, wyszła później ponownie za mąż za lekarza i zamieszkała z rodziną w Weikersheim. Młody Friedrich był członkiem ruchu młodzieżowego Wandervogel. W 1925 roku podjął naukę w gimnazjum (Oberrealschule) z myślą kontynuowania w przyszłości rodzinnej tradycji służby w marynarce wojennej. Po zdaniu matury, 8 kwietnia 1934 roku rozpoczął wstępne szkolenie wojskowe; a potem nawigacyjne na żaglowcu „Gorch Fock”, po czym odbył dziewięciomiesięczną praktykę morską, którą była podróż dookoła Afryki na pokładzie krążownika lekkiego „Emden” pod dowództwem przyszłego admirała Karla Dönitza. Po ukończeniu z wysoką lokatą akademii Marynarki Wojennej (Marineschule) we Flensburgu, mimo chęci wstąpienia do prężnie rozwijającej się floty podwodnej, skierowany został do służby jako instruktor: najpierw na „Emden”, później zaś na lądzie.

### Służba na okrętach podwodnych
W związku z wybuchem wojny Guggenberger został oddelegowany do centrum szkolenia załóg U-Bootów w Neustadt. Rozpoczął swoją służbę na okrętach podwodnych w październiku 1939 roku, szybko, bo już w styczniu następnego roku, obejmując funkcję pierwszego oficera wachtowego na U-28, U-Boocie typu VIIA. Pod dowództwem Kptlt. Güntera Kuhnkego odbył na północnym Atlantyku i w kanale La Manche cztery patrole bojowe mające na celu stawianie min i zwalczanie żeglugi nieprzyjaciela. Po przeniesieniu wyeksploatowanego U-28 do flotylli szkolnej, w listopadzie 1940 roku Guggenberger objął przejściowo dowództwo nad jednostką, kończąc także kurs dowódców U-Bootów.

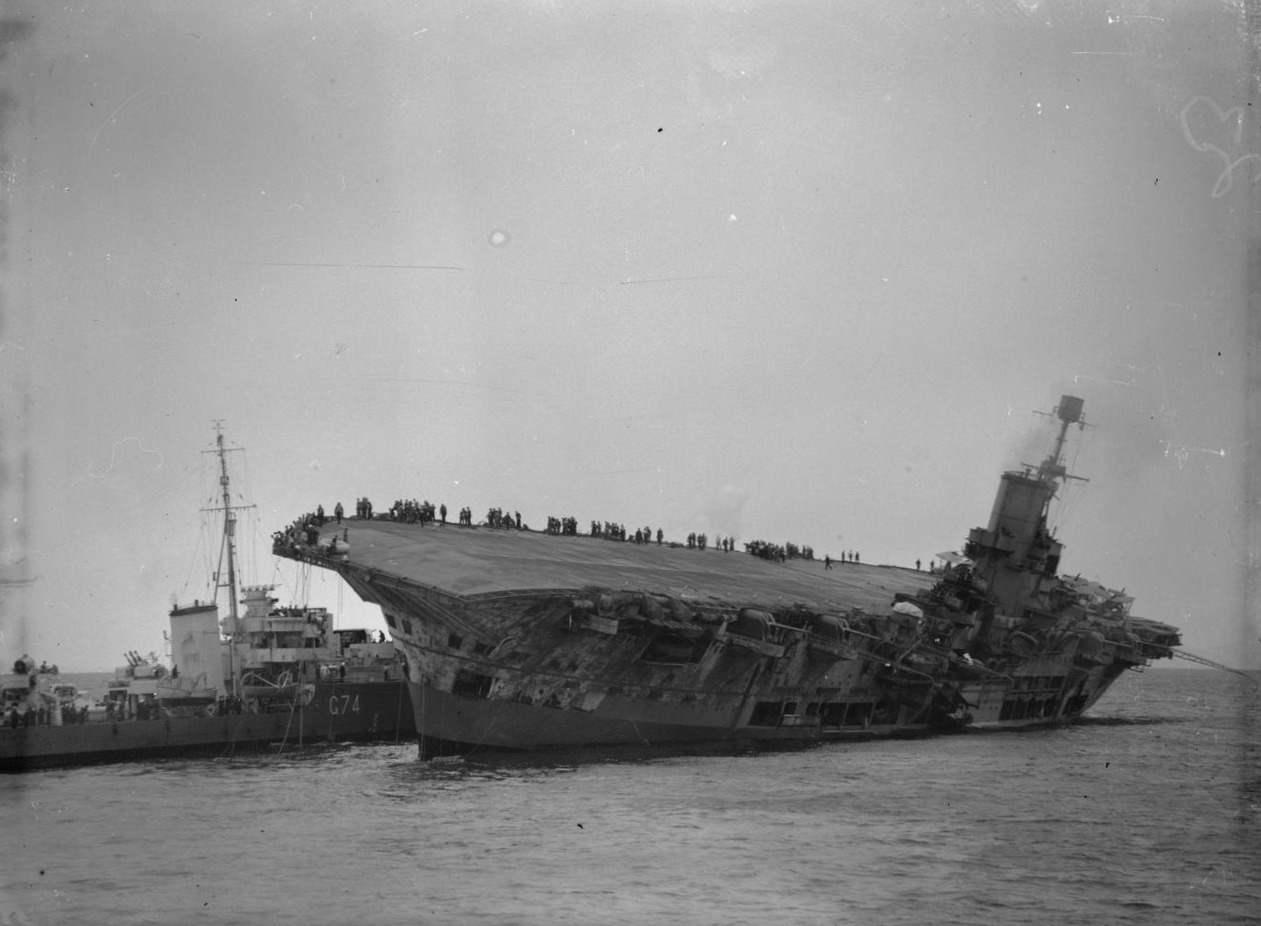
HMS „Ark Royal” po storpedowaniu

Pod koniec kwietnia 1941 roku został dowódcą U-81 typu VIIC. Po zakończeniu procesu szkolenia i zgrania załogi, okręt miał zostać skierowany do bazy w Breście, ale atak na Związek Radziecki pokrzyżował te plany. Bazujący w Trondheim okręt podjął działania przeciwko nieprzyjacielskiej żegludze na wodach arktycznych, podczas których zatopił dwa brytyjskie statki handlowe o łącznej pojemności prawie 9000 BRT. Później jednak zdecydowano o przerzuceniu go wraz z innymi okrętami na nieprzyjazne okrętom podwodnym Morze Śródziemne. Po pierwszej, nieudanej próbie pokonania Cieśniny Gibraltarskiej (uszkodzenie przez brytyjski samolot Consolidated PBY Catalina), w listopadzie U-81 osiągnął nakazany akwen. Wkrótce potem Guggenberger zaliczył swój największy sukces: 13 listopada 1941 roku strzałem z dużej odległości storpedował lotniskowiec HMS „Ark Royal” (22600 t wyporności), który zatonął następnego dnia. Mimo silnego kontrataku sił eskorty (naliczono 130 wybuchów bomb głębinowych) zdołał wyprowadzić okręt z zagrożenia. Za to zatopienie 10 grudnia 1941 roku został odznaczony Krzyżem Rycerskim.
Po odbyciu kolejnych sześciu patroli – m.in. mających na celu przeciwdziałanie alianckiemu desantowi w Afryce Północnej (operacja Torch), pod koniec 1942 roku Guggenberger zdał dowództwo okrętu i powrócił do Niemiec. Na Morzu Śródziemnym Guggenberger zatopił 9 jednostek handlowych (część z nich to były jednak niewielkie żaglowce) o łącznej pojemności około 17000 BRT, lotniskowiec i francuski trawler ZOP („Vikings” (P 41), 1150 t).  8 stycznia 1943 roku Adolf Hitler osobiście odznaczył go Krzyżem Rycerskim z Liśćmi Dębu. Na krótki czas został mianowany dowódcą wprowadzanego do służby U-847 – „podwodnego krążownika” typu IXD2, ale ostatecznie dowództwo objął inny as U-Bootów Kptlt. Jost Metzler. Guggenberger przez kolejne miesiące pełnił służbę oficera sztabowego u boku Karla Dönitza. Wraz z innymi (Peter-Erich Cremer, Herbert Kuppisch) uznawany był za „prawą rękę” Grossadmirala i doradzał, jak zwiększyć skuteczność działań podwodnych. W międzyczasie, 21 marca 1943 roku ożenił się z Brigitte Jenish z domu Steffan.
W maju 1943 roku Dönitz podjął decyzję o odesłaniu swoich doświadczonych oficerów do służby na morzu. 15 maja Guggenberger objął dowództwo nad U-513, większym okrętem typu IXC. Po uzupełnieniu paliwa z „mlecznej krowy” – U-460, podwodnego zaopatrzeniowca typu XIV, w połowie czerwca dotarł na wyznaczony akwen pomiędzy Rio de Janeiro a Santos. Tam zniszczył pięć statków handlowych i uszkodził jeden o łącznej pojemności 26000 BRT. 19 lipca 1943 roku jego okręt został zaskoczony na powierzchni i zatopiony na wysokości São Francisco do Sul przez amerykańską łódź latającą Martin PBM Mariner. Poważnie ranny (złamania czterech żeber, kostki, duża utrata krwi) Guggenberger wraz z sześcioma innymi rozbitkami został podjęty z tratwy ratunkowej (zrzuconej uprzednio z samolotu) przez okręt-bazę wodnosamolotów USS „Barnegat”, a następnie przetransportowany do USA.

### Pobyt w niewoli
Po długim leczeniu był poddany rutynowym przesłuchaniom, potem trafił do obozu jenieckiego w Crossville (stan Tennessee), a w styczniu 1944 roku do Papago Park w pobliżu Phoenix (stan Arizona). Już 12 lutego wraz z towarzyszem Augustem Mausem (były dowódca U-185) dokonali próby ucieczki, ukrywając się w wyjeżdżającej ciężarówce. Zamierzali przedostać się do Meksyku, który – błędnie – uważali za kraj neutralny, a stamtąd do Niemiec. Złapany, pod koniec grudnia 1944 roku w grupie 25 jeńców próbował ponownej ucieczki z wykorzystaniem potajemnie wykopanego, ponad pięćdziesięciometrowego tunelu. On i jego towarzysz Jürgen Quaet-Faslem (były dowódca U-595) zostali ujęci 6 stycznia 1945 roku.
W następnym roku został przewieziony do Niemiec i w sierpniu 1946 roku zwolniony z niewoli.

### Lata powojenne
Początkowo pracował jako murarz i jako pracownik cywilny w amerykańskich siłach okupacyjnych, następnie po ukończeniu studiów rozpoczął pracę jako architekt. W 1949 roku ponownie się ożenił, miał pięcioro dzieci.
Gdy pojawiła się taka możliwość, w 1956 roku wstąpił do Bundesmarine, w kolejnych latach stopniowo awansując. Po ukończeniu studiów w Naval War College w Newport (USA), służył w sztabie sił NATO północnej Europy (AFNORTH). W październiku 1972 roku przeszedł na emeryturę w stopniu kontradmirała.
13 maja 1988 roku, cierpiąc już na zaawansowaną chorobę Alzheimera, zaginął podczas spaceru w lesie. Jego ciało zostało znalezione dwa lata później (za datę śmierci przyjęto datę zaginięcia).